# Matthias Greitter
Matthias Greitter, ook Matthäus Greiter, (Aichach, ca. 1495 — Straatsburg, 20 december 1550) was predikant, kerkmusicus en componist.
Greitter was lid van de Orde der Dominicanen en voorzanger aan de munsterkerk te Straatsburg. Toen hier in 1524 vooral door de invloed van Wolfgang Capito de Reformatie werd ingevoerd, stond hij voor de keuze, zich of bij de nieuwe beweging aan te sluiten of Straatsburg te verlaten. Hij bleef, trad uit het klooster en werd in 1528 hulppredikant aan de St. Stephan en St. Martin. In 1538 werd hij muziekleraar aan het Collegium Argentinense, een voorloper van de Straatsburgse universiteit. Tijdens het Augsburger Interim keerde hij in 1549 terug tot de Rooms-Katholieke Kerk en stichtte een katholieke zangschool. Een jaar later stierf hij, vermoedelijk aan de pest.
Greitter componeerde ca. 20 kerkliederen. De bekendste hiervan is de melodie van het lied Es sind doch selig alle, die im rechten Glauben wandeln hie. Deze melodie werd later voor verschillende andere liederen gebruikt. In Duitsland werd de melodie vooral bekend op de tekst O Mensch, bewein dein Sünde groß, waarop Johann Sebastian Bach enkele composities baseerde (o.a. het slotkoor uit de Matthäuspassion). Johannes Calvijn die Greitter in Straatsburg leerde kennen gebruikte de melodie voor psalm 36 en 68 in zijn eerste Straatsburgse psalmbundel. De melodie is later overgenomen in Calvijns Geneefse psalmen en werd zo ook in Nederland populair.
Verder schreef Greitter enkele koorwerken, voornamelijk op wereldlijke teksten. Hij gaf ook een leerboek over muziek uit (Elementale musicum juventuti accommodum, 1544).
Twee oorspronkelijk Nederlandse liederen komen in afzonderlijke handschriften voor in een klaarblijkelijk instrumentale want tekstloze bewerking van zijn hand, met name In mijnem sinn en Ach Gott wem soll ich’s klagen.
- Biblioteca Nacional de España: XX1760194
- Bibliothèque nationale de France: cb13894712q (data)
- Gemeinsame Normdatei: 104059389
- International Standard Name Identifier: 0000 0000 8141 2584
- Library of Congress Control Number: nr89004895
- MusicBrainz: 62517d54-4b8c-4910-83e0-5775ef50820f
- Nederlandse Thesaurus van Auteursnamen: 132100274
- Système universitaire de documentation: 176346945
- Virtual International Authority File: 61731997
- WorldCat: E39PBJk96DYcdV4VcWtwRvpVmd